# Wodena
Wodena ist ein Motu im Südosten des Arno-Atolls der pazifischen Inselrepublik Marshallinseln.

## Geographie
Wodena liegt in der Südostecke der Arno Main Lagoon zwischen der größeren Ijoen im Norden und der südlich gelegenen Autle, zusammen mit einigen weiteren unbenannten winzigen Motus.